# ProtonMail

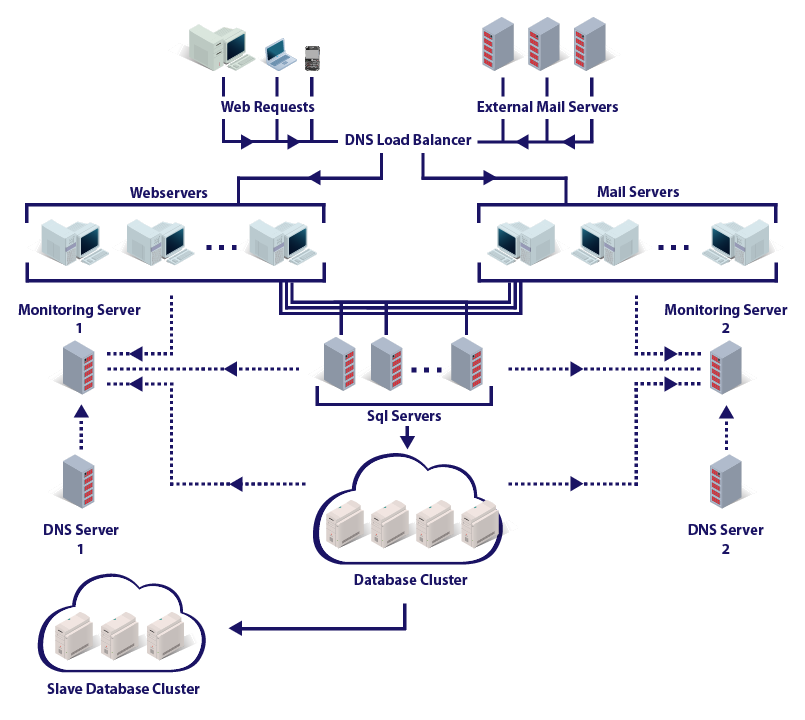
A Proton Mail adatközpontjának felépítése

A Proton Mail titkosított e-mailszolgáltatás, amit 2014-ben alapítottak a CERN kutatói, Jason Stockman, Andy Yen és Wei Sun. A Proton Mail kliensoldali titkosítást használ. A Proton Mailt az évek folyamán több elosztott szolgáltatásmegtagadással járó támadás (DDoS) érte. Egyik alkalommal váltságdíjat is kértek, más alkalommal a támadók szóba sem álltak az e-mailszolgáltatás fejlesztőivel. A fejlesztők elmondása szerint a DDoS támadásokat a szerverkapacitás megháromszorozásával már kordában tudják tartani.
A Proton Mail 2016-ban lépett ki a béta verzióból.
A Proton Mail nagy népszerűségnek örvend, a kezdeti időkben oly sok regisztráció érkezett, hogy korlátozni kellett a regisztrációt, amit később feloldottak.

## Fordítás
- Ez a szócikk részben vagy egészben  a   ProtonMail című angol Wikipédia-szócikk ezen változatának fordításán alapul.  Az eredeti cikk szerkesztőit annak laptörténete sorolja fel. Ez a jelzés csupán a megfogalmazás eredetét és a szerzői jogokat jelzi, nem szolgál a cikkben szereplő információk forrásmegjelöléseként.